# Torremiroella
Torremiroella es un género de foraminífero bentónico de la subfamilia Pseudochoffatellinae, de la familia Cyclamminidae, de la superfamilia Loftusioidea, del suborden Loftusiina y del orden Loftusiida. Su especie tipo es Torremiroella hispanica. Su rango cronoestratigráfico abarca el Barremiense (Cretácico inferior).

## Discusión
Clasificaciones previas incluían Torremiroella en el suborden Textulariina del orden Textulariida o en el orden Lituolida.

## Clasificación
Torremiroella incluye a la siguiente especie:
- Torremiroella hispanica †